# Jon Bernthal
Jonathan E. "Jon" Bernthal (Washington DC, 20 de setembre de 1976), és un actor estatunidenc, més conegut per interpretar Shane Walsh a la sèrie nord-americana The Walking Dead i a Frank Castle a Daredevil i Punisher.
Nascut a Washington DC, Bernthal va estudiar al col·legi Skidmore i va continuar a l'Escola d'Art Teatral a Moscou, Rússia, on també hi va jugar beisbol professional. Quan encara vivia a Moscou, va ser observat per un director de la Universitat Harvard, al Teatre de Formació Avançada, per la qual cosa va ser convidat a fer un postgrau als Estats Units. Un cop va acabar els seus estudis de postgrau, Bernthal va començar a treballar a la televisió i al teatre. Ha participat en més de 30 obres d'àmbit regional i fora de Broadway.

## Carrera
Durant la seva carrera ha participat en més de trenta obres regionals i fora de Broadway, moltes amb la companyia teatral Fovea Floods, a més d'haver aparegut en nombroses sèries de televisió i pel·lícules. La carrera de l'actor va començar el 2002 protagonitzant la pel·lícula Mary / Mary dirigida per Joseph H. Biancaniello. A partir d'aquest moment va començar a aparèixer en moltes produccions cinematogràfiques i televisives.
El 2006, després d'aparèixer com a estrella convidada en sèries de televisió com Sense rastre, CSI: Miami, Law & Order - Special Victims Unit i How I Met Your Mother, va assolir un paper important a la pel·lícula World Trade Center en la qual va participar. va protagonitzar al costat de Nicolas Cage. El mateix any també es va unir al repartiment principal de la sèrie de televisió The Class - Friends forever, en la qual va protagonitzar fins al 2007 un total de 19 capítols. El 2009 va interpretar el paper d'Al Capone a la pel·lícula de Shawn Levy Night at the Museum 2 - Escape i es va unir al repartiment principal de la sèrie de televisió Eastwick en el paper de Raymond Gardener que interpretarà fins al final de la sèrie el 2010.
El 2010 va participar en dues pel·lícules, The Man in the Shadows amb Ewan McGregor i Pierce Brosnan i en un petit paper a Crazy Night in Manhattan amb Steve Carell i va aparèixer en dos episodis de la minisèrie de televisió The Pacific. El mateix any també es va unir al repartiment principal de la sèrie de televisió The Walking Dead. A la sèrie, basada en el còmic del mateix nom i creada per Frank Darabont, va interpretar el paper de Shane Walsh fins al 2012, durant un total de dinou episodis.
El març del 2012 va ser escollit per ser el protagonista de la sèrie de televisió Mob City, creada per Darabont. El 2015 es va unir al repartiment principal de la segona temporada de la sèrie de televisió Daredevil, en què Bernthal interpreta Frank Castle / The Punisher. Atès l'èxit obtingut amb el públic, la producció el posa sota contracte per a una spin-off amb The Punisher com a protagonista.

## Filmografia

### Sèrie de televisió
| Any             | Títol                                     | Paper                    | Notes          |
| --------------- | ----------------------------------------- | ------------------------ | -------------- |
| 2002            | Law & Order: Criminal Intent              | Lane Ruddock             | 2x06           |
| 2004            | Without a Trace                           | Alex Genya               | 2x24           |
| 2004            | Dr. Vegas                                 | Greg                     | 1x03           |
| 2004            | Boston Legal                              | Michael Shea             | 1x07           |
| 2005            | Jonny Zero                                | Brett Parish             | 1x05           |
| 2005            | CSI: Miami                                | Harry Klugman            | 3x20-3x22      |
| 2005            | Law & Order - Unitat especial de víctimes | Sherm Hempell            | 6x23           |
| 2005            | How I Met Your Mother                     | Carlos                   | 1x02           |
| 2006–2007       | The Class                                 | Duncan Carmello          | 19 episodis    |
| 2009–2010       | Eastwick                                  | Raymond Gardener         | 12 episodis    |
| 2010            | Numbers                                   | Mike Nash                | 6x05           |
| 2010            | The Pacific                               | Manuel Rodriguez         | 1x01-1x02      |
| 2010–2012; 2018 | The Walking Dead                          | Shane Walsh              | 20 episodis    |
| 2012            | Harry's Law                               | Lucas Trassino           | 2x21           |
| 2013            | Mob City                                  | Joe Teague               | 6 episodis     |
| 2015            | Show Me a Hero                            | Michael H. Sussman       | 4 episodis     |
| 2016            | Daredevil                                 | Frank Castle / Punisher  | 12 episodis    |
| 2017–2019       | The Punisher                              | Frank Castle / Punisher  | 26 episodis    |
| 2018–2019       | Unbreakable Kimmy Schmidt                 | Ilan                     | 4x06-4x07      |
| 2021            | The Premise                               | Chase Milbrandt          | 1x02           |
| 2022            | We Own This City                          | Wayne Jenkins            | 8 episodis     |
| 2022            | American Gigolo                           | Julian Kaye              |                |
| 2022–2023       | The Bear                                  | Michael "Mikey" Berzatto | 1x06-1x08-2x06 |